# Гурбинцы (Полтавская область)
Гурбинцы (укр. Гурбинці) — село, Давыдовский сельский совет, Пирятинский район, Полтавская область, Украина.
Население по переписи 2001 года составляло 325 человек.

## Географическое положение
Село Гурбинцы находится на правом берегу реки Удай, выше по течению на расстоянии в 1 км расположено село Кроты, ниже по течению на расстоянии в 2 км расположено село Леляки, на противоположном берегу — село Антоновка (Варвинский район). Река в этом месте извилистая, образует лиманы, старицы и заболоченные озёра. Рядом проходит автомобильная дорога Т-2501.

## История
Михайловская церковь села Гурбинцы известна с 1758 года.
Село указано на подробной карте Российской Империи и близлежащих заграничных владений 1816 года.

## Происхождение названия
На территории Украины 2 населённых пункта с названием Гурбинцы.

## Экономика
- ЧП «Довира».
- Детский спортивно-оздоровительный лагерь «Свитанок».